# 秦野村
秦野村（はたのむら）は、大阪府豊能郡にあった村。現在の池田市中心部の東方一帯にあたる。

## 地理
- 河川：石澄川

## 歴史
- 1889年（明治22年）4月1日 - 町村制の施行により、豊島郡畑村・上渋谷村・下渋谷村・才田村・尊鉢村の区域をもって発足。
- 1896年（明治29年）4月1日 - 所属郡が豊能郡に変更。
- 1935年（昭和10年）8月10日 - 池田町・細河村・北豊島村と合併して池田町が発足。同日秦野村廃止。

## 交通

### 鉄道路線
旧村域を阪神急行電鉄（現・阪急電鉄）の宝塚本線が通過したが、駅は所在しなかった。